# Gliese 674 b
Gliese 674 b es un planeta extrasolar que orbita Gliese 674 a aproximadamente 15 años luz, en la constelación de Ara. Es un planeta de masa sub-neptuniana o sub-uraniana gaseoso o rocoso. Orbita a una distancia de 0,039 UA de su estrella, y el periodo orbital es sólo de 4,6938 días. Este planeta tiene una excentricidad similar a la de Mercurio (e=0,2). El descubrimiento del planeta fue anunciado el 7 de enero de 2007 usando el espectrógrafo HARPS montado en el telescopio de 3,6 metros de la ESO en el observatorio de La Silla, Chile